# Hydropsyche tobiasi
Hydropsyche tobiasi är en nattsländeart som beskrevs av Malicky 1977. Hydropsyche tobiasi ingår i släktet Hydropsyche och familjen ryssjenattsländor. IUCN kategoriserar arten globalt som utdöd. Inga underarter finns listade i Catalogue of Life.
Arten var endemisk för dalgången av mellersta Rhen i Tyskland och vid angränsande bifloder. Den var ganska vanlig före Första världskriget. Hydropsyche tobiasi försvann på grund av vattenföroreningar. De sista exemplaren hittades 1938. Artepitet i det vetenskapliga namnet hedrar den tyska zoologen Wolfgang Tobias.